# Caroline Jönsson
Elin Hanna Caroline "Carre" Jönsson, född 22 november 1977 i Lund, är en svensk före detta fotbollsmålvakt. Hon spelade i Sveriges landslag till och med 2009 men uteblev från VM 2007 på grund av skada. År 2013 slutade hon med elitfotbollen.
År 2003 tilldelades hon Sydsvenska Dagbladets pris Skånebragden. Åren 2001 och 2003 tilldelades hon Skånska Dagbladets pris Guldpantern.

## Klubbar
- Sövestads IF (1983–1992)
- Veberöds AIF (1993–1995)
- Malmö FF Dam / LdB FC Malmö (1996–2008)
- Chicago Red Stars (2009)
- Umeå IK (2010–2013)

## Meriter
- 80 landskamper
- Årets Fotbollspersonlighet 2003, Årets Målvakt 2003, 2006
- EM-silver 2001, EM-semifinal 2005
- VM-silver 2003
- OS-sexa 2000, OS-fyra 2004, OS-sexa 2008
- Svenska Cupen-guld 1997
- 7 SM-silver, 1 brons
- Semifinal i Uefa Women's Champions League 2004